# Барботё, Жорж
Жо́рж Барботё (фр. Georges Barboteu, иногда встречается также транскрипция Барботье; 1 апреля 1924, Алжир — 30 сентября 2006, Париж) — французский валторнист, педагог и композитор.

## Биография
Жорж Барботё начал заниматься на валторне в возрасте 9 лет под руководством своего отца Жозефа Барботё — профессора Алжирской консерватории. Уже в 14 лет он начал играть в симфоническом оркестре Алжирского радио.
В 1939 году Барботё поступил в Парижскую консерваторию, но из-за начала Второй мировой войны был вынужден вернуться в Алжир, так и не приступив к занятиям. Следующие несколько лет он посвятил работе в оркестре Алжирского радио и дальнейшему обучению игре на валторне, а также изучению гармонии, контрапункта и занятиям на контрабасе. К этому же времени относятся его первые композиторские опыты. После войны он вновь уехал во Францию и в 1948 году стал артистом Национального оркестра Франции, которым в то время руководил знаменитый Шарль Мюнш. В 1950 году Барботё повторно поступил в Парижскую консерваторию .
В 1951 он стал лауреатом первой премии престижного Международного конкурса исполнителей в Женеве. После этого Жорж Барботё работал солистом-валторнистом в оркестре Ламурё, оркестре Парижской оперы, а затем с 1969 года в оркестре Парижа. Он преподавал свой инструмент Парижской консерватории с 1969 по 1989 годы. В это же время он основал квинтет «Ars Nova».
Жорж Барботё оставил после себя немалое количество записей музыки различных направлений и стилей: от барочной и классической музыки до джаза. Существует его совместная запись с Дюком Эллингтоном. Барботё — атор нескольких методических работ по обучению игры на валторне и около 40 сочинений для сольной валторны и ансамблей с её участием.
В 1998 году Жорж Барботё стал вторым французом после Люсьена Теве, избранным почётным членом Международного общества валторнистов.

## Награды
- Первая премия Алжирской консерватории (1935)
- Почётная премия Парижской консерватории (1950)
- Первая премия Международного конкурса исполнителей в Женеве (1951)